# У каждого свой Чехов
У каждого свой Чехов — киноальманах, состоящий из пяти короткометражных фильмов, основанных на рассказах Антона Павловича Чехова. Каждая из киноновелл — переосмысление рассказа А. П. Чехова и перенесение его событий в современную действительность.
Слоган фильма — «Рекомендуется библиотеками мира!».

## Сюжет
В основе киноальманаха переосмысленные рассказы Антона Павловича Чехова, каждый из которых показывает, что такие пороки как трусость, взяточничество, злость, плебейство и бахвальство, увы, не утратили своей актуальности.
Фильм состоит из 5 новелл:
- Справка — режиссер Людмила Соколова.
- Элемент трусости — режиссер Александр Драглюк.
- Горькие предубеждения — режиссер Виктор Тросин.
- Драма, без кофе и сигарет — режиссер Максим Фирсенко.
- Post scriptum — режиссер Анастасия Храмова

## В ролях
- Тимофей Криницкий
- Инна Руди
- Татьяна Коновалова
- Алик Мирзоев
- Станислав Лесной
- Олег Карпенко — кореш
- Сергей Васильев — тренер Михалыч
- Олег Козловский — Павел Васильевич
- Михаил Иванов — Лука
- Максим Фирсенко — маньяк

## Интересные факты
В основе одесского проекта «У каждого свой Чехов» рассказы «Справка», «Толстый и Тонкий», «Шуточка» (в фильме — «Элемент Трусости»), «Ушла» («Горькие предубеждения») и «Драма» («Драма без кофе и сигарет»);
Первым кирпичом в фундаменте альманаха стала короткометражка Людмилы Соколовой «Справка», снятая по одноименному рассказу Антона Павловича;
В 2012 году проект был представлен в рамках Каннского кинофестиваля.